# Midway (Nuevo México)
Midway es un lugar designado por el censo ubicado en el condado de Chaves en el estado estadounidense de Nuevo México. En el Censo de 2010 tenía una población de 971 habitantes y una densidad poblacional de 150,62 personas por km².

## Geografía
Midway se encuentra ubicado en las coordenadas 33°17′50″N 104°27′4″O / 33.29722, -104.45111. Según la Oficina del Censo de los Estados Unidos, Midway tiene una superficie total de 6.45 km², de la cual 6.44 km² corresponden a tierra firme y (0.12%) 0.01 km² es agua.

## Demografía
Según el censo de 2010, había 971 personas residiendo en Midway. La densidad de población era de 150,62 hab./km². De los 971 habitantes, Midway estaba compuesto por el 61.17% blancos, el 1.24% eran afroamericanos, el 0.72% eran amerindios, el 0.62% eran asiáticos, el 0% eran isleños del Pacífico, el 33.06% eran de otras razas y el 3.19% pertenecían a dos o más razas. Del total de la población el 67.25% eran hispanos o latinos de cualquier raza.